# 環太平洋大学短期大学部
環太平洋大学短期大学部（かんたいへいようだいがくたんきだいがくぶ、英語: International Pacific University Women's College）は、愛媛県宇和島市にあった日本の私立大学。1939年創立、1966年大学設置。2024年廃止。

## 概観

### 大学全体
- 環太平洋大学短期大学部は、愛媛県宇和島市内に本部を置いていた日本の私立短期大学。元々は、学校法人大和女子学園により1966年に「愛媛女子短期大学」として設置された。2002年に法人名が学校法人創志学園に改称されている。2009年度より食物栄養学科栄養課程の募集が停止され、健康スポーツ学科と子ども学科の2学科に再編成された。名称変更により女子が外れたが、女子短期大学である。
- 2018年2月23日、運営する学校法人創志学園理事会は、短期大学部の2019年度以降の募集停止を決定した[1]。創志学園は、2015年11月に、短期大学部の公立化を宇和島市に要望していたが、宇和島市は2017年12月に公立化の断念を表明していた[1]。

### 建学の精神（校訓・理念・学是）
- 環太平洋大学短期大学部における建学の理念は「国際教育」「個性教育」「実社会教育」となっている。

### 教育および研究
- 環太平洋大学短期大学部には、「大和撫子七変化講座」と称した一般教育科目があり、「華道」「家庭料理」「茶道と作法」「和服着装」「お菓子」といった講座がある。これは「女性らしく」をモットーとして行われている教育とされている。この科目のために2010年度より2年間、松居一代も教鞭を執っていて細かい部分の掃除に便利な棒状の掃除用具（通称「松居棒」）の作り方などを教授している。
- 健康スポーツ学科では、J2愛媛FC協力提携を結ぶことで、「なでしこリーグ」で活躍しうる選手の育成に力をいれている。

### 学風および特色
- 現在、西日本で唯一、同一敷地内に幼稚園と保育園をおく短大となっている。
- スポーツの欄にもあるように体育系クラブが盛んである。

## 沿革
- 1940年4月 - 大和女子学園創立、大和女子専門学校を開校
- 1951年3月[2] - 大和女子学園が学校法人となる
- 1958年4月 - 宇和島女子高等学校を開校
- 1961年4月 - 宇和島栄養学校、宇和島保育学校を開校
- 1966年4月 - 愛媛女子短期大学として開学。保育科[3]、食物栄養科[4]設置
- 1967年4月 - 附属幼稚園を設置
- 1978年4月 - 愛媛女子短期大学を大和女子短期大学に、宇和島女子高等学校を大和女子高等学校に改称
- 1983年4月 - 大和女子短期大学を愛媛女子短期大学に、大和女子高等学校を愛媛女子高等学校に改称
- 1988年10月 - 学園賛歌「爽やか･･･和やかに･･･美しく」を制定
- 1991年10月 - 学園創立50周年・短期大学開学25周年記念行事「愛短フェスティバル」を開催
- 1995年4月 - 宇和島看護専門学校を開校
- 2001年3月 - 学校法人国際情報学園（クラーク記念国際高等学校・北海道深川市）と合併。学校法人愛媛女子学園が存続法人となった
- 2002年8月 - 法人名を学校法人創志学園と改める
- 2006年4月 - 食物栄養科健康スポーツコースを健康スポーツ学科に改組。食物栄養科を食物栄養学科に名称変更
- 2009年4月 - 保育科を子ども学科に改組。健康スポーツ学科にベネッセスタイルケアコースを開講
- 2010年3月 - 食物栄養学科を廃止
- 2011年4月 - 健康スポーツ学科をスポーツ教育専攻、健康栄養専攻に専攻分離
- 2012年4月 - 愛媛女子短期大学を環太平洋大学短期大学部に名称変更。健康スポーツ学科の学生募集を停止。子ども学科を人間発達学科に改組し、子ども教育専攻を設置
- 2013年3月 - 健康スポーツ学科を廃止（翌年度からは人間発達学科健康スポーツコースに改組）
- 2016年12月 - 環太平洋大学短期大学部のさくらキャンパスを環太平洋大学の施設として用途変更する旨を文部科学省に届出
- 2018年2月 - 学校法人創志学園理事会において人間発達学科の2019年度以降の学生募集を停止することを決定[5]。
- 2024年7月10日 - 文部科学省より廃止認可[6]。

## 基礎データ

### 所在地
- けやきキャンパス（愛媛県宇和島市伊吹町馬場421）
- さくらキャンパス（愛媛県宇和島市丸穂天満甲207-3）

## 教育および研究

### 組織

#### 学科
- 人間発達学科
  - 子ども教育専攻（指定保育士養成施設）
  - ベネッセスタイルケアコース
  - 健康スポーツコース（平成26年4月以前はスポーツリーダーコース）

当初は、上に記したコース以外に「子どもアートコース」、「子ども国際コース」、「子ども心理コース」、「子どもスポーツコース」が設置予定だった（文部科学省への提出書類より）。

##### 取得資格について
資格
- 保育士: 子ども教育専攻
- キッズスポーツリーダー: 子ども教育専攻
- 社会福祉主事任用資格: 子ども教育専攻
- レクリエーション・インストラクター: 子ども教育専攻、ベネッセスタイルケアコース
- 介護職員初任者研修: ベネッセスタイルケアコース
- ベビーシッター初級: 子ども教育専攻

教職課程
- 幼稚園教諭二種免許: 子ども教育専攻
- 環太平洋大学通信教育部を利用して、子ども教育専攻で小学校教諭二種免許も取得できる。

#### 附属機関
- 環太平洋大学短期大学部付属幼稚園
- 元気の泉保育園: 別の社会福祉法人によりキャンパス内に2007年開設

## 学生生活

### 部活動・クラブ活動・サークル活動
- 体育系クラブ

日本全国から選手が集まり、実業団の選手も輩出している。活動している団体としてソフトボール・剣道・ハンドボール・サッカーがある。

### 学園祭
- 環太平洋大学短期大学部の学園祭は毎年、11月に行われている。

### スポーツ
- ソフトボール - 「全日本女子大学選手権大会四国予選会」・「全日本総合女子選手権大会愛媛県予選会」でそれぞれ優勝実績あり。
- 剣道 - 「中四国女子学生剣道優勝大会」の団体部門で準優勝実績あり。
- ハンドボール - 「日本ハンドボール選手権大会」出場の実績あり。
- サッカー - 2009年創部。Jリーグの愛媛FCと提携。大学サッカー部に加え現役・OG混成の「愛媛FCレディース」を2011年に創設。将来は卒業生を中心としたチームでの「なでしこリーグ」参入を目指す。愛媛レディースは2012年よりなでしこリーグ2部に相当する「なでしこチャレンジリーグ」に昇格。

## 大学関係者と組織

### 大学関係者一覧

#### 大学関係者
- 大橋博: 5代目学長（1995年8月-2012年3月）
- 松居一代： 特任教授（2010年4月-2012年3月）

## 主な卒業生
- 宇高菜絵 - 柔道家

## 施設

### キャンパス

#### けやきキャンパス
- 交通アクセス: JR予讃線北宇和島駅

キャンパス内に附属幼稚園と元気の泉保育園が併設されている。スポーツ施設のほか図書館や器楽演習室等がある。

#### さくらキャンパス
- 交通アクセス: JR予讃線宇和島駅

2009年より設置された。隣接する丸山公園には様々なスポーツ施設があり、体育会活動に利用されている。

### 寮
- 環太平洋大学短期大学部には学内寮として「キティーホール」・学外寮として「テディベアホール」・スポーツ寮として「アスリートホール」がある。

## 社会との関わり
- 宇和島市の夏の祭りガイヤカーニバルには毎年出場し、夏の恒例となっている。

### 卒業後の進路について

#### 就職について
- 健康スポーツ学科: 一般企業への就職者が割合として最も多く、2008年3月卒業生のデータでは、全卒業生の36%となっている。それに次いで、スポーツ関連企業・企業の実業団・福祉関連などとなっている。
- 子ども学科: 保育園への就職者が多いものとなっている。幼稚園教諭に就く人はやや少なめ。一般企業や福祉施設職員への就職者もみられる。

#### 編入学・進学実績について
- 健康スポーツ学科：佐賀大学・香川大学・大阪体育大学ほか

## 系列校

### 学校法人創志学園
- 環太平洋大学
- 東京経営短期大学
- クラーク記念国際高等学校
- 創志学園高等学校
- 日本健康医療専門学校
- 専門学校東京国際ビジネスカレッジ
- 専修学校クラーク高等学院